# Con đường lãng mạn (Đức)

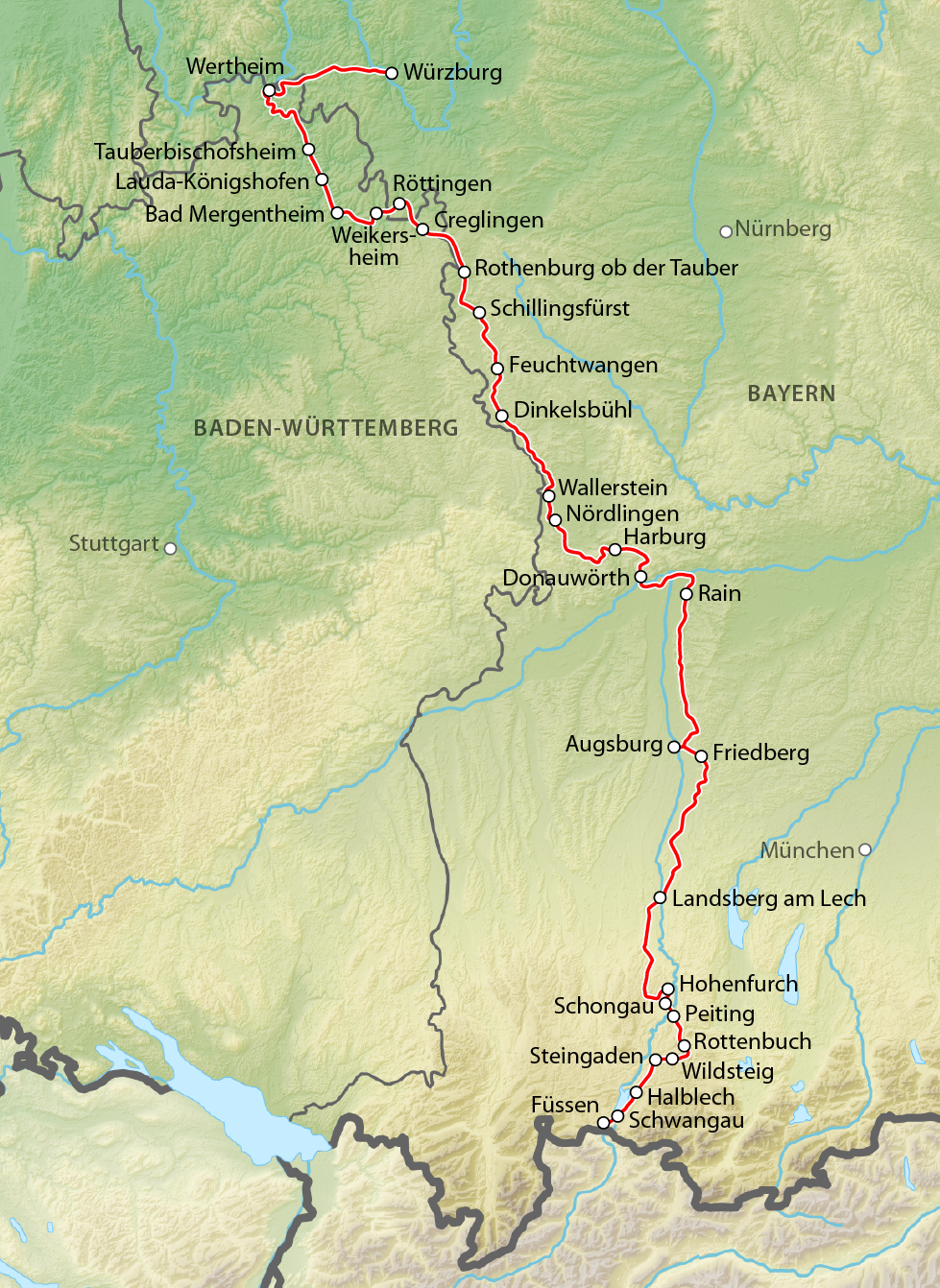
Quá trình của con đường Romantisch

Con đường lãng mạn (tiếng Đức: Romantische Straße) là một trong những con đường du lịch nổi tiếng nhất và được ưa chuộng nhất tại nước Đức. Nó bắt đầu tại sông Main, dẫn từ vùng Franken tới Schwaben, ngang qua một đoạn của tỉnh Oberbayern cho tới chân núi Alpen tại Ostallgäu, trở lại vùng hành chính Schwaben. Con đường này dài 413 km từ Würzburg tới tận Füssen.

## Đường xe đạp

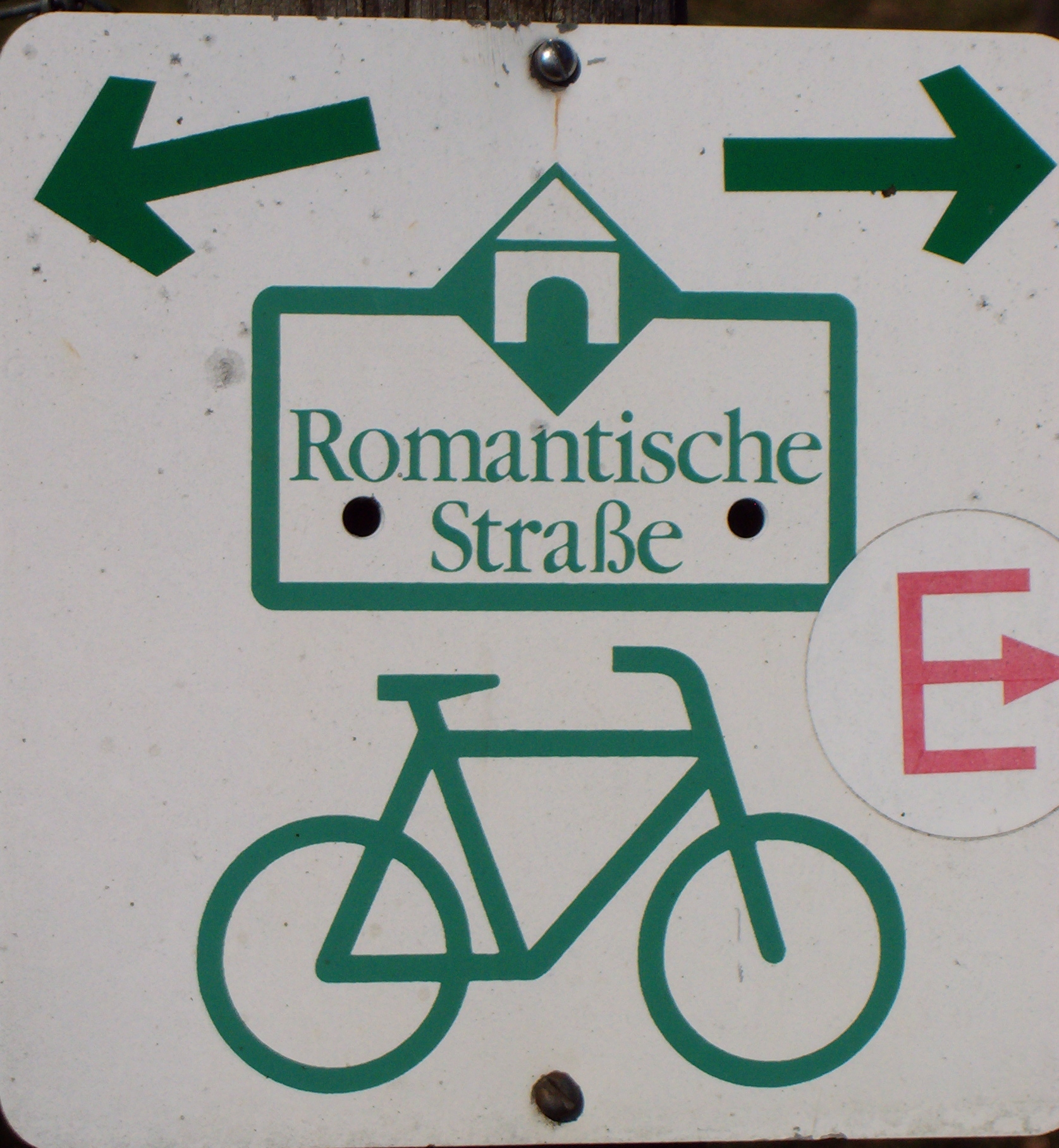
Mô tả đoạn đường xe đạp

Có một lối đi cho người dùng xe đạp. Đường xe đạp lãng mạn thường ở những đường phụ hay đường dành riêng cho người đi xe đạp.

## Hình ảnh

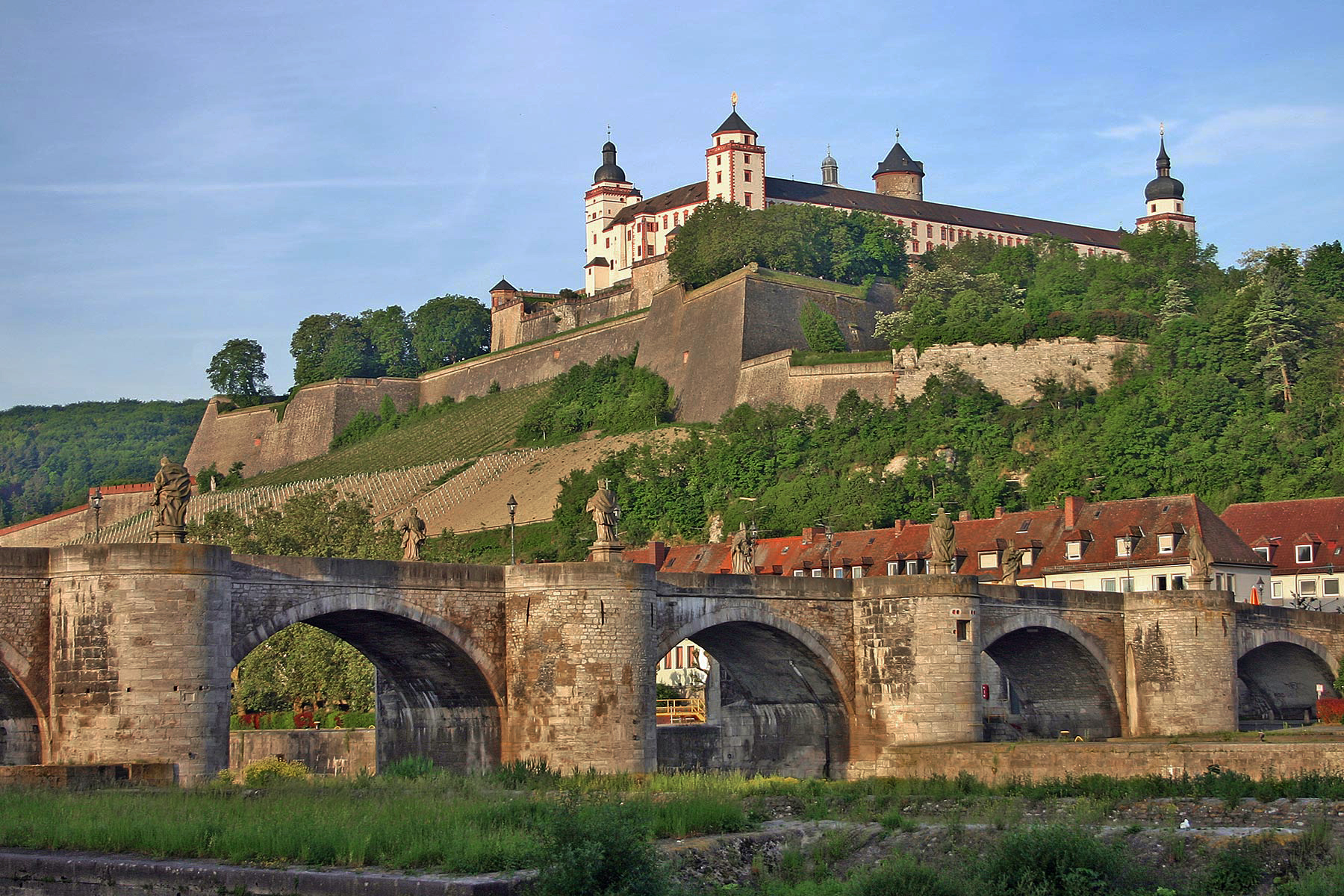
Würzburg
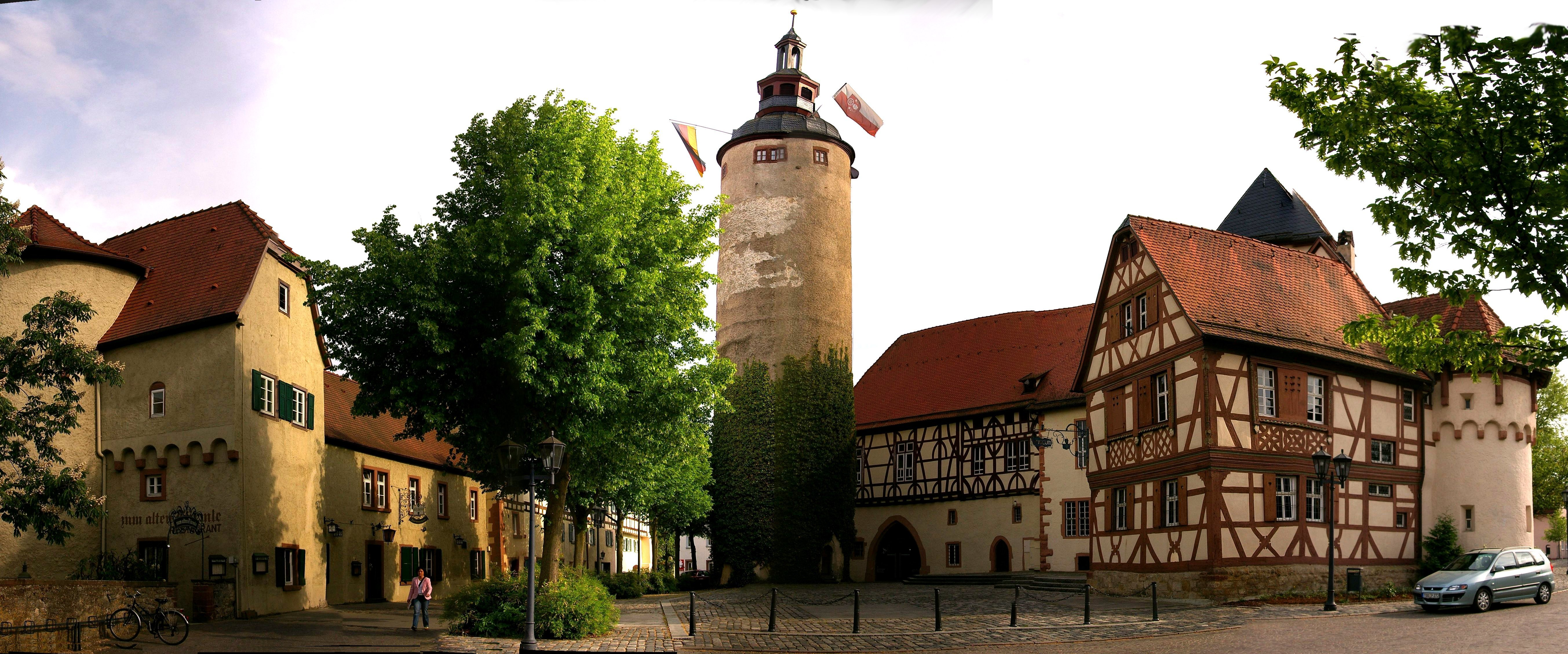
Tauberbischofsheim
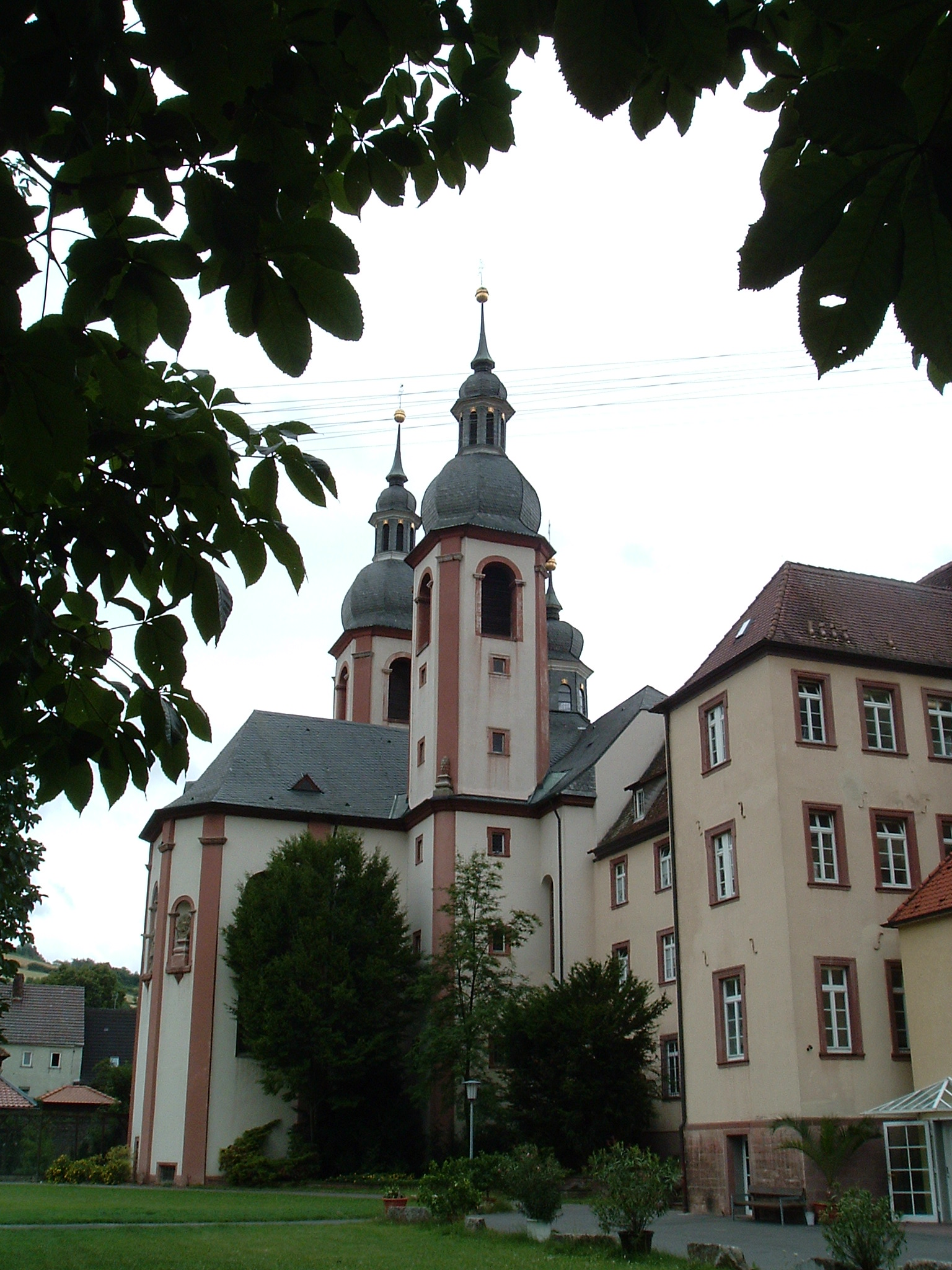
Lauda-Königshofen
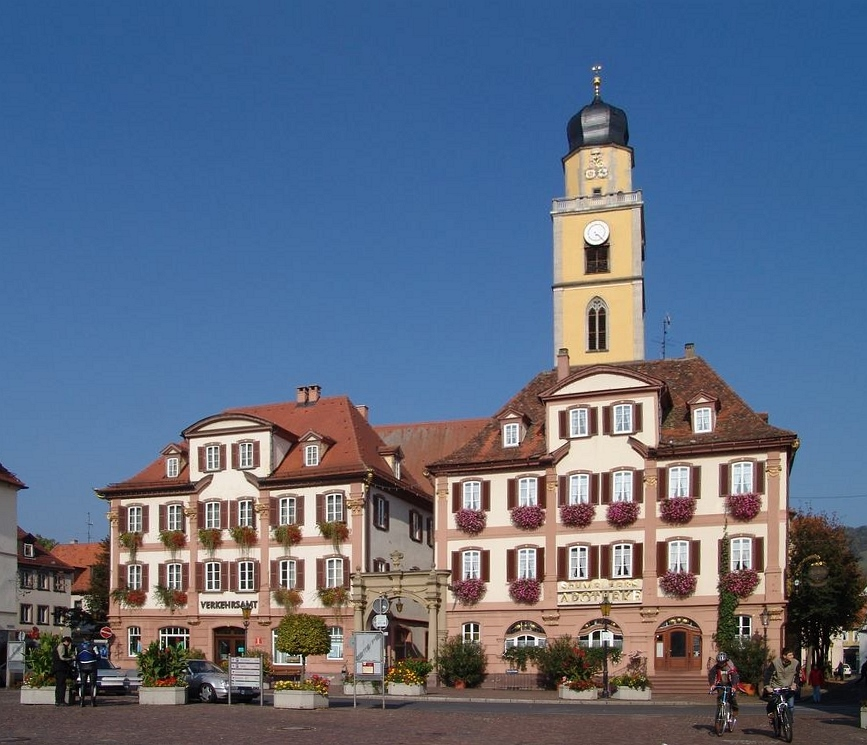
Bad Mergentheim
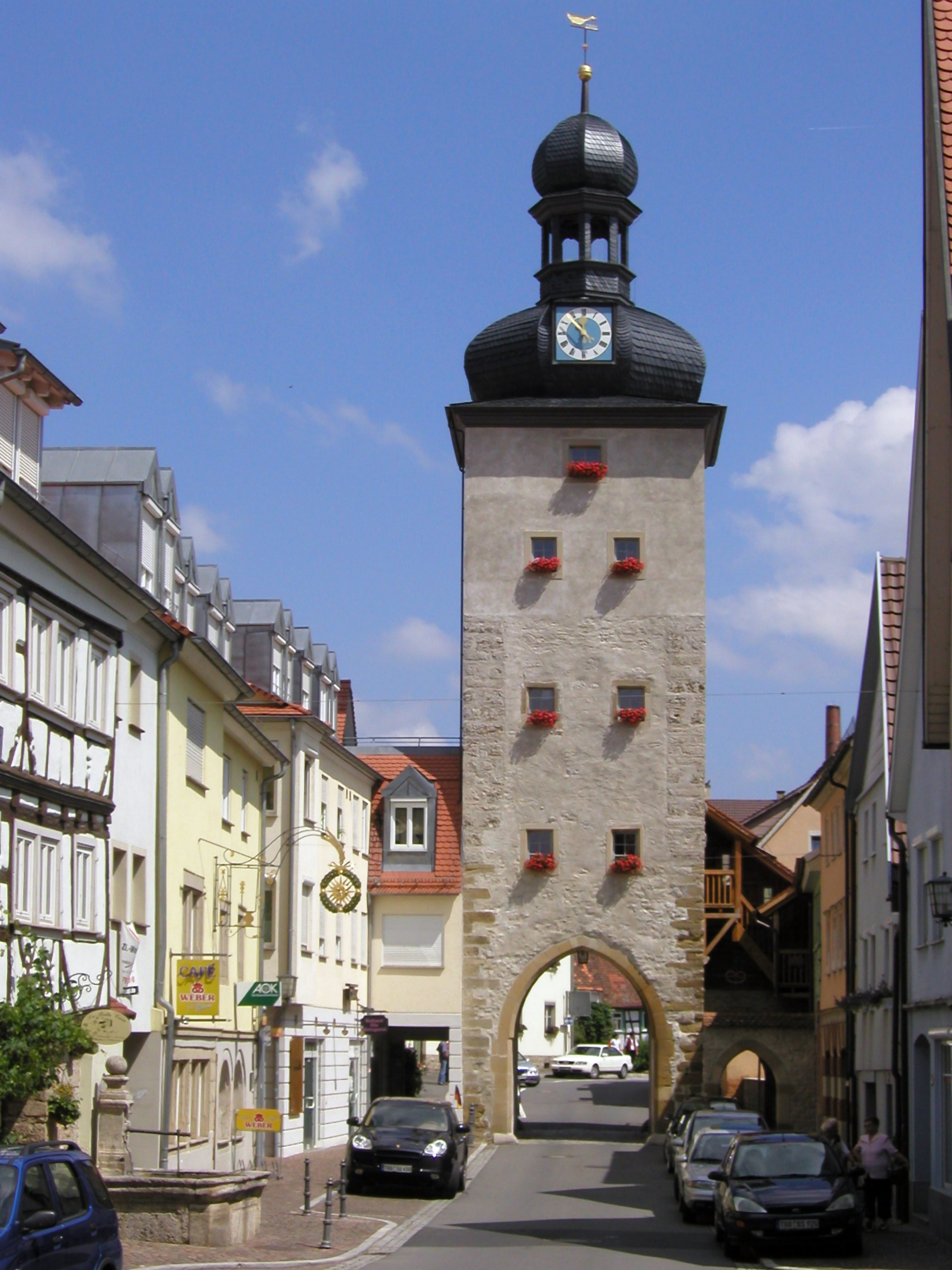
Weikersheim
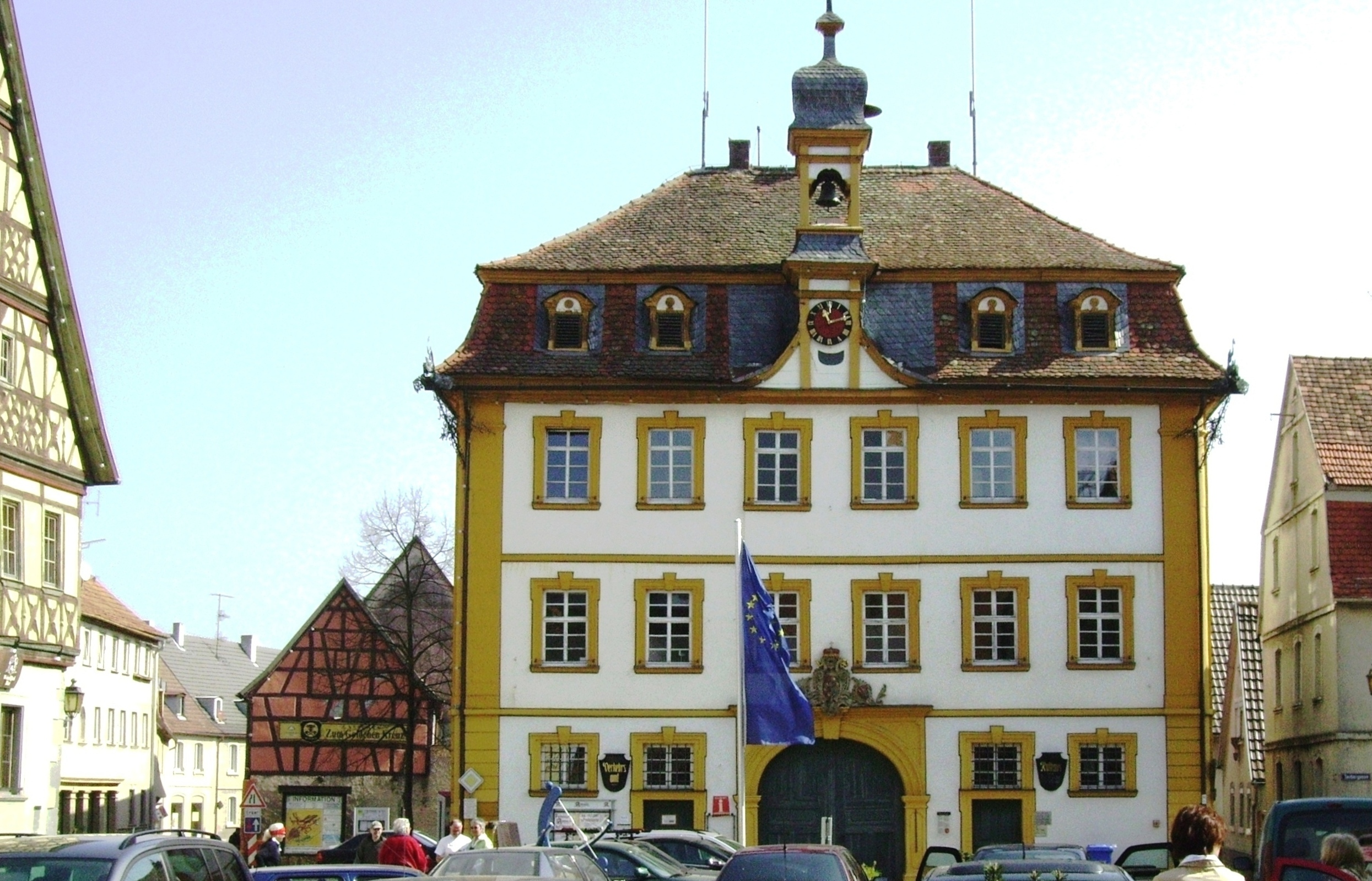
Röttingen
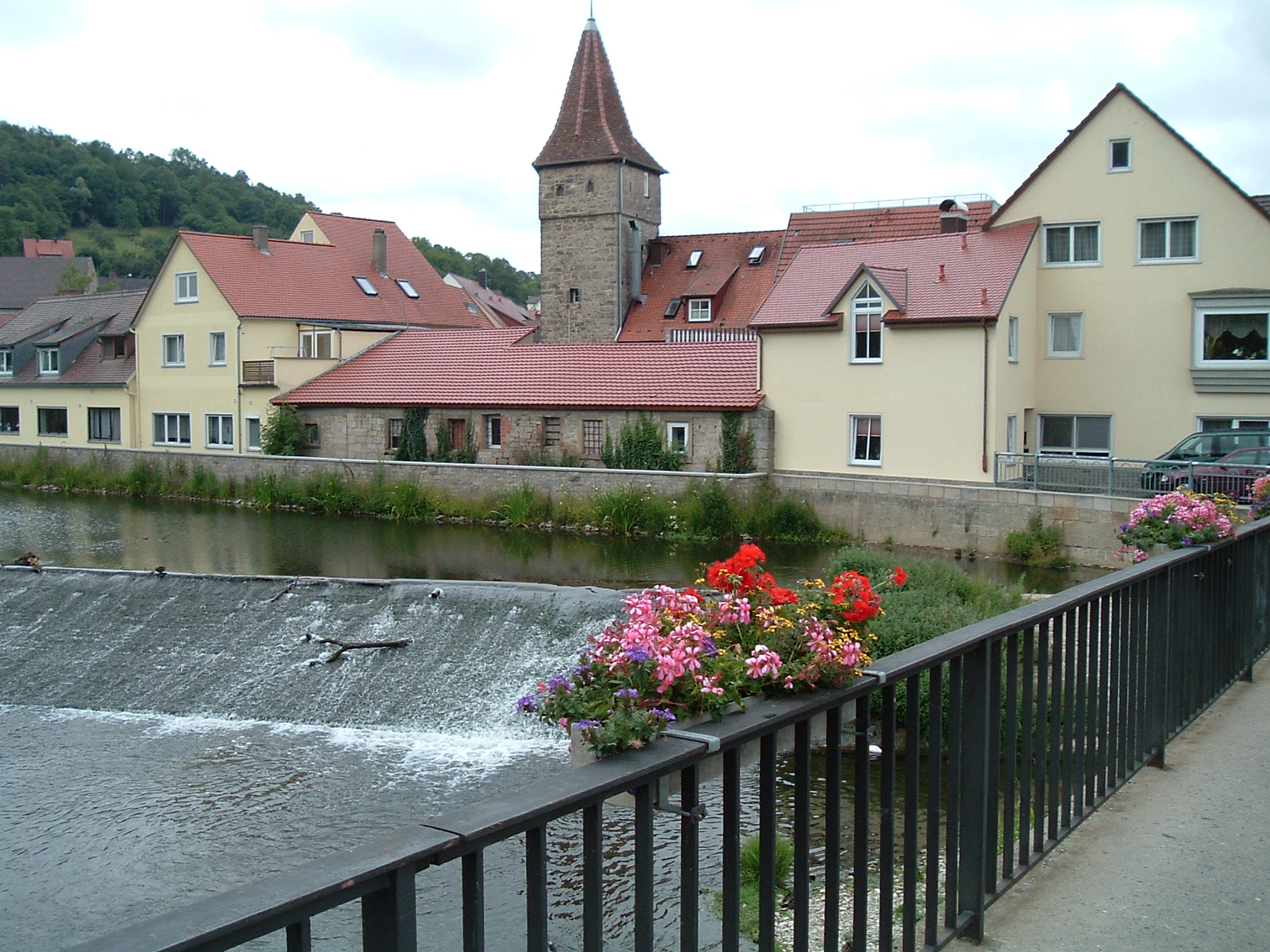
Creglingen
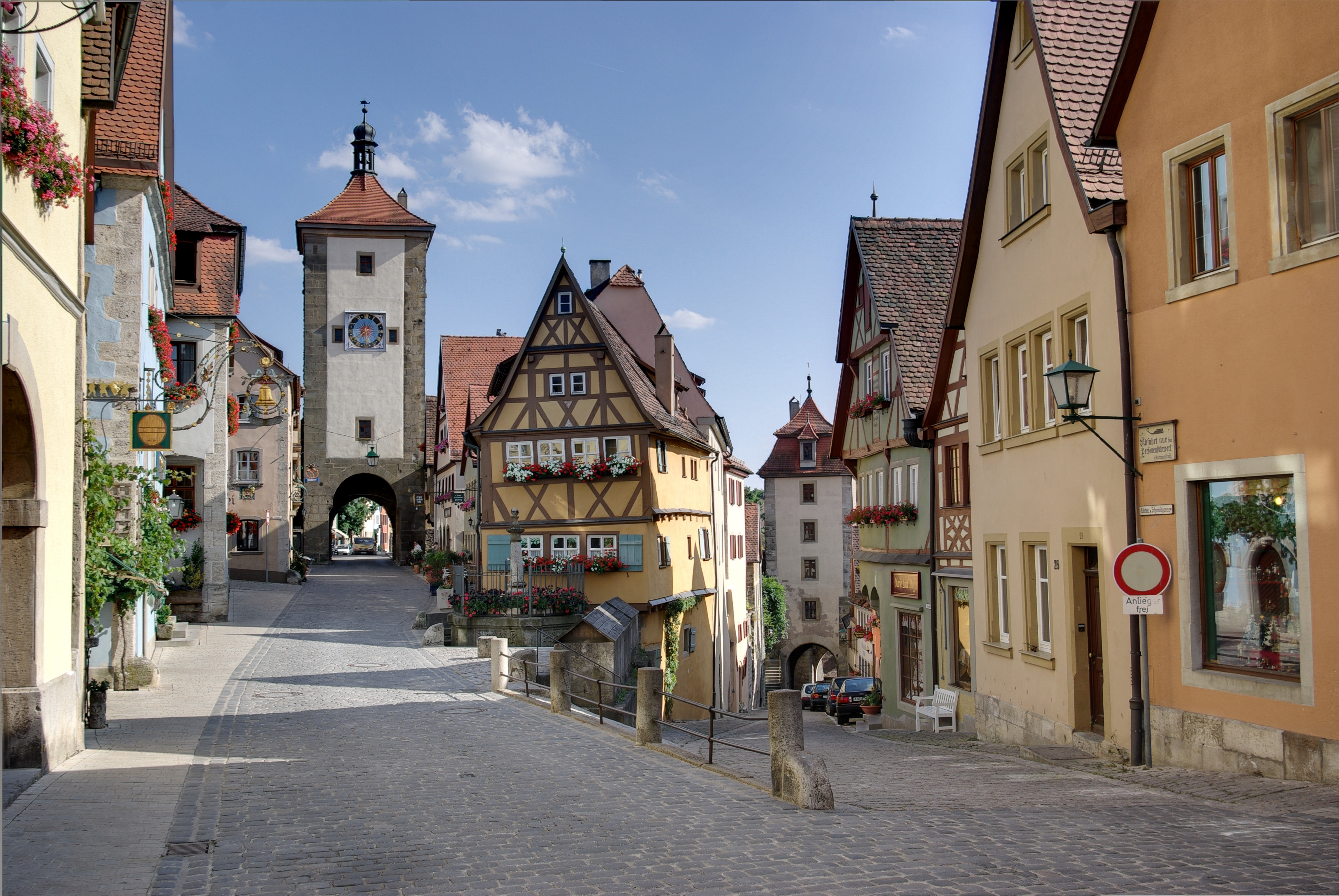
Rothenburg ob der Tauber
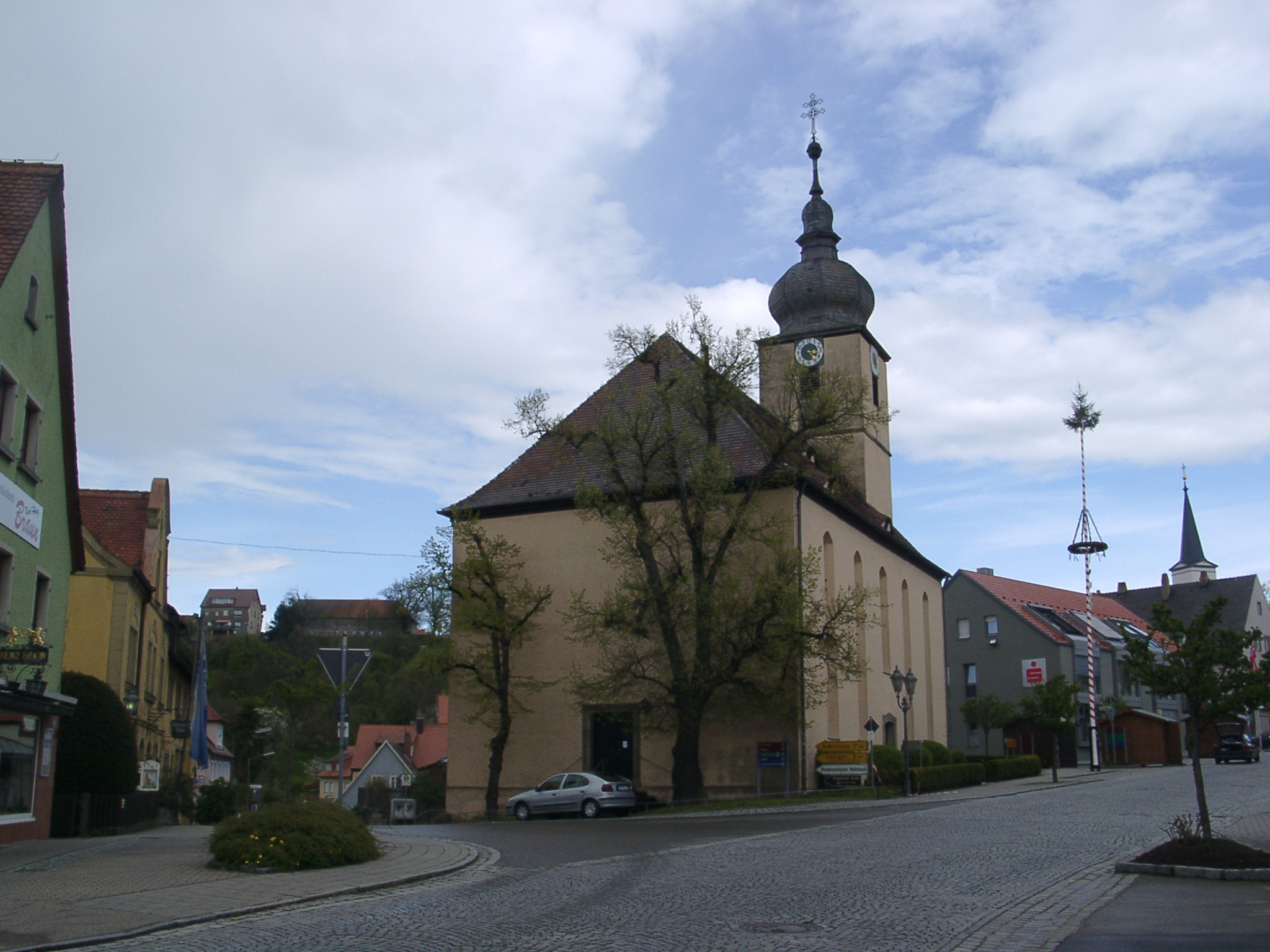
Schillingsfürst
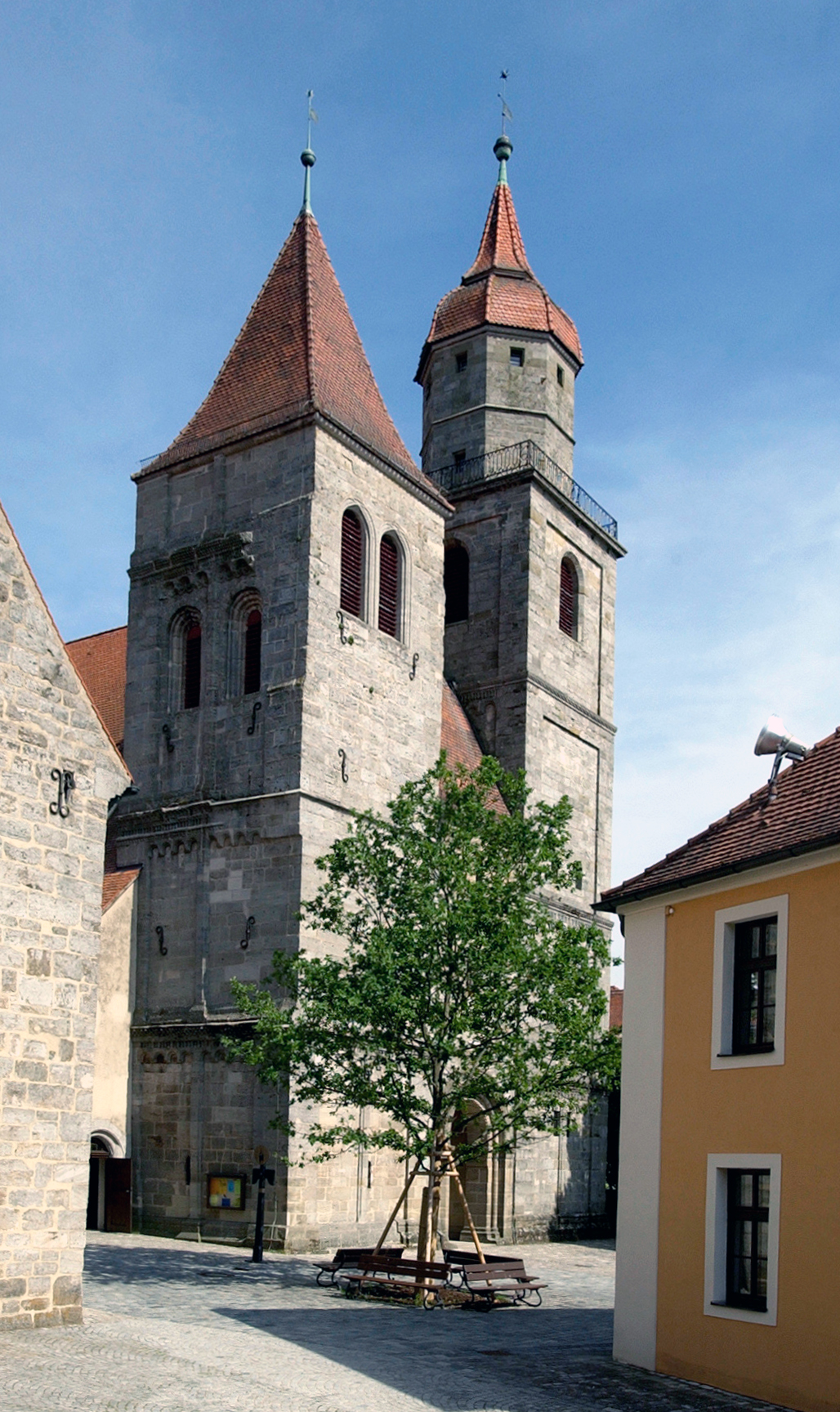
Feuchtwangen
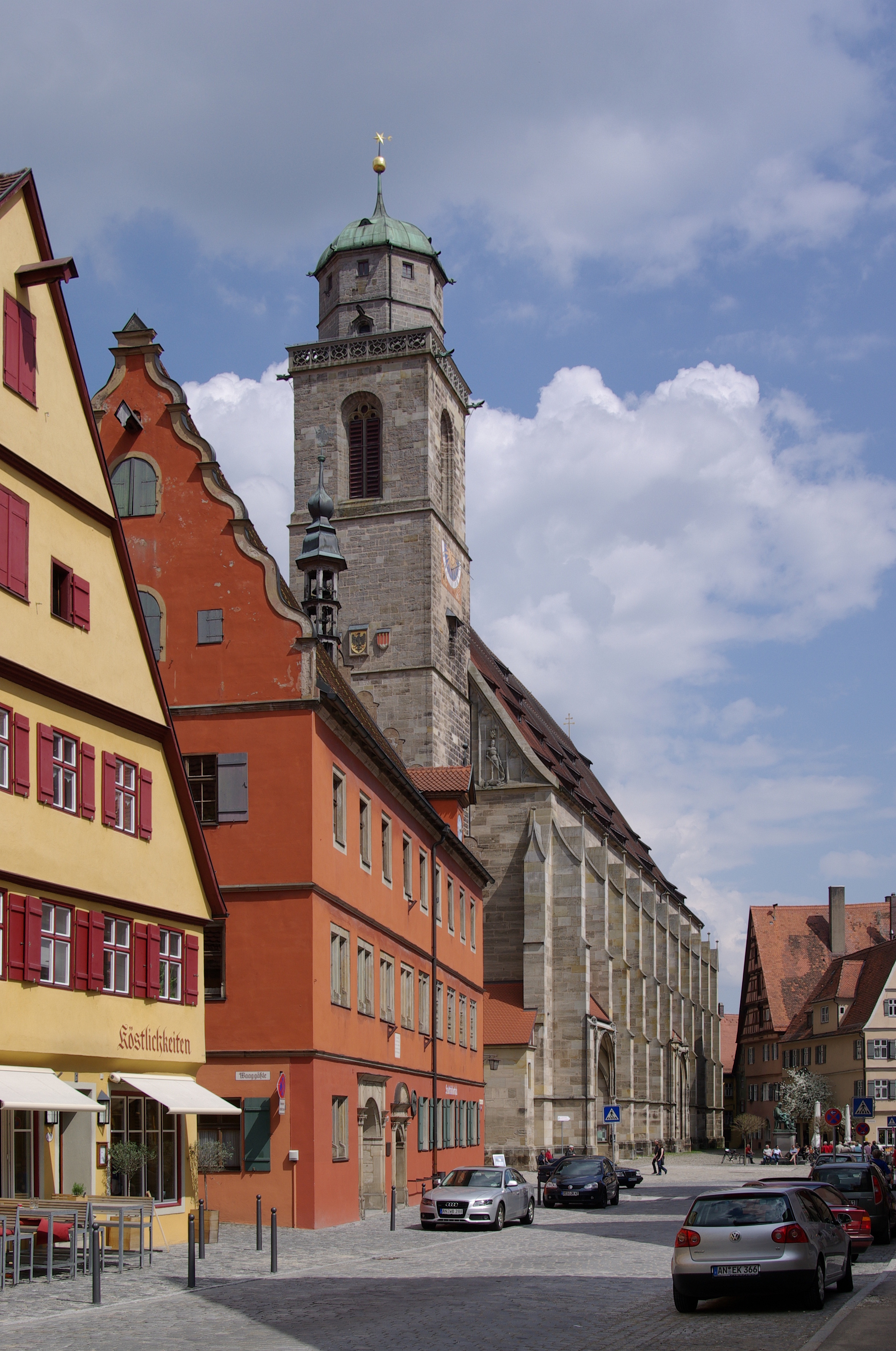
Dinkelsbühl
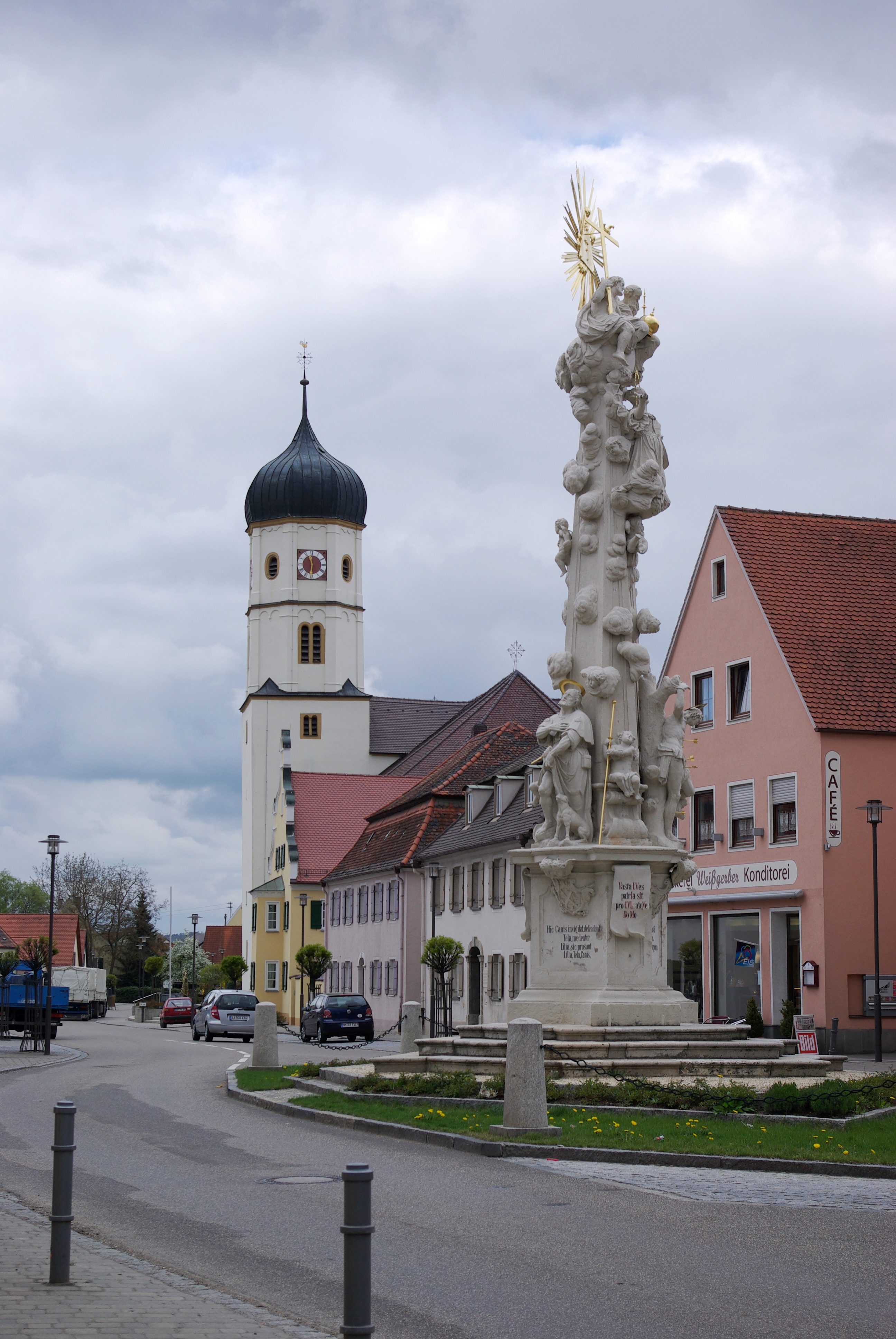
Wallerstein
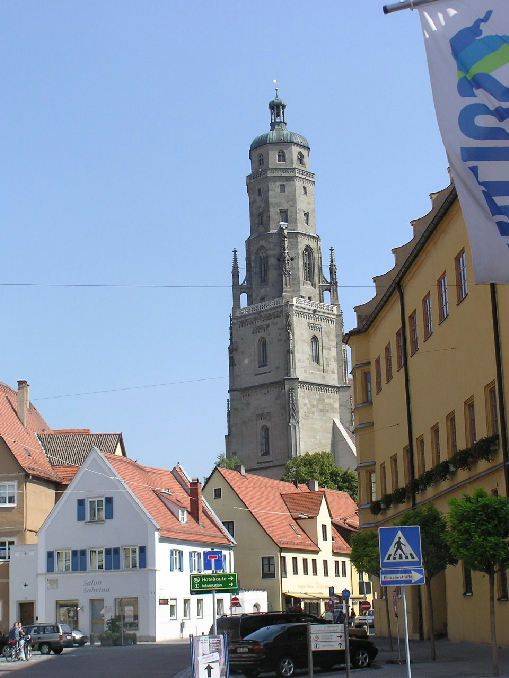
Nördlingen
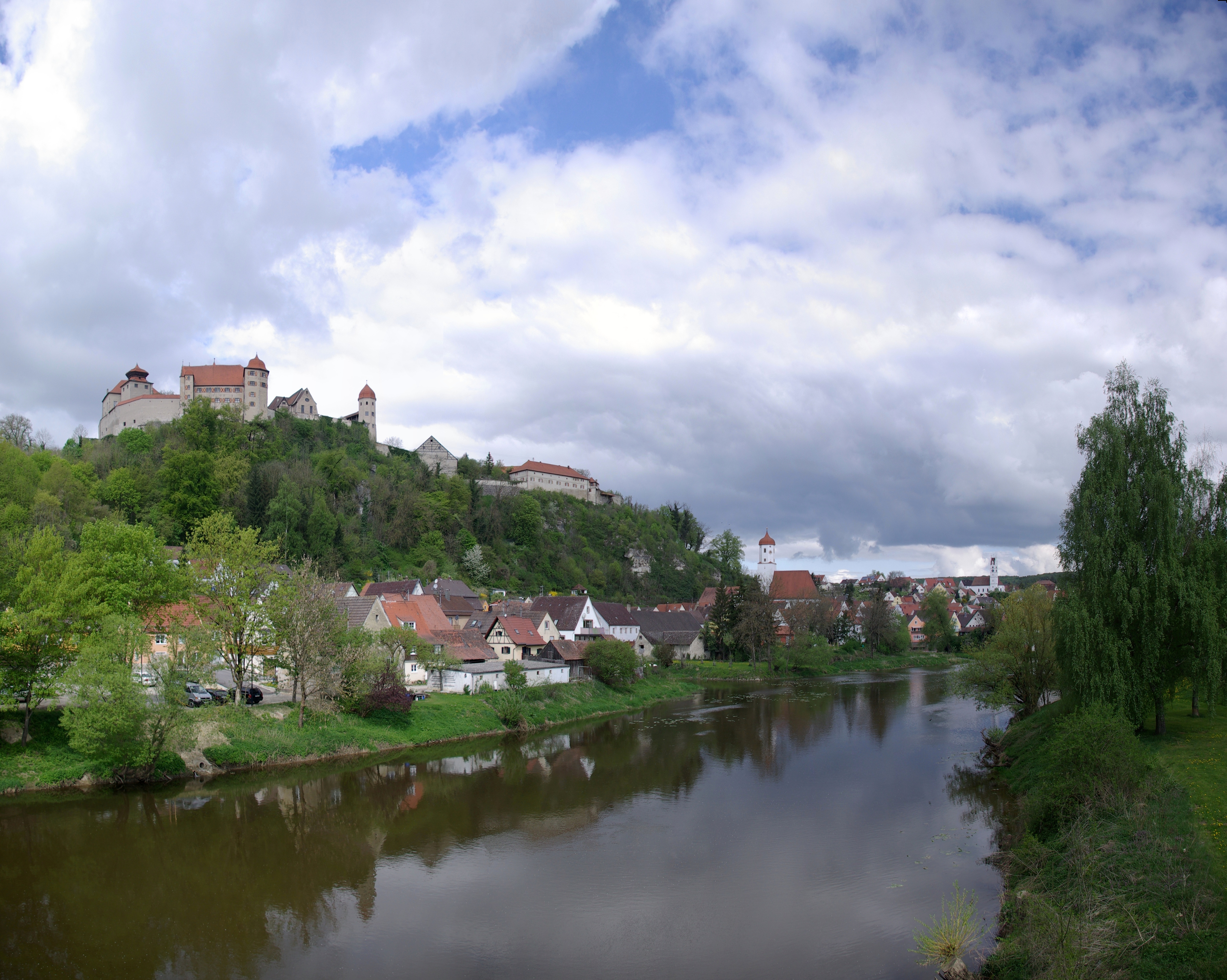
Harburg
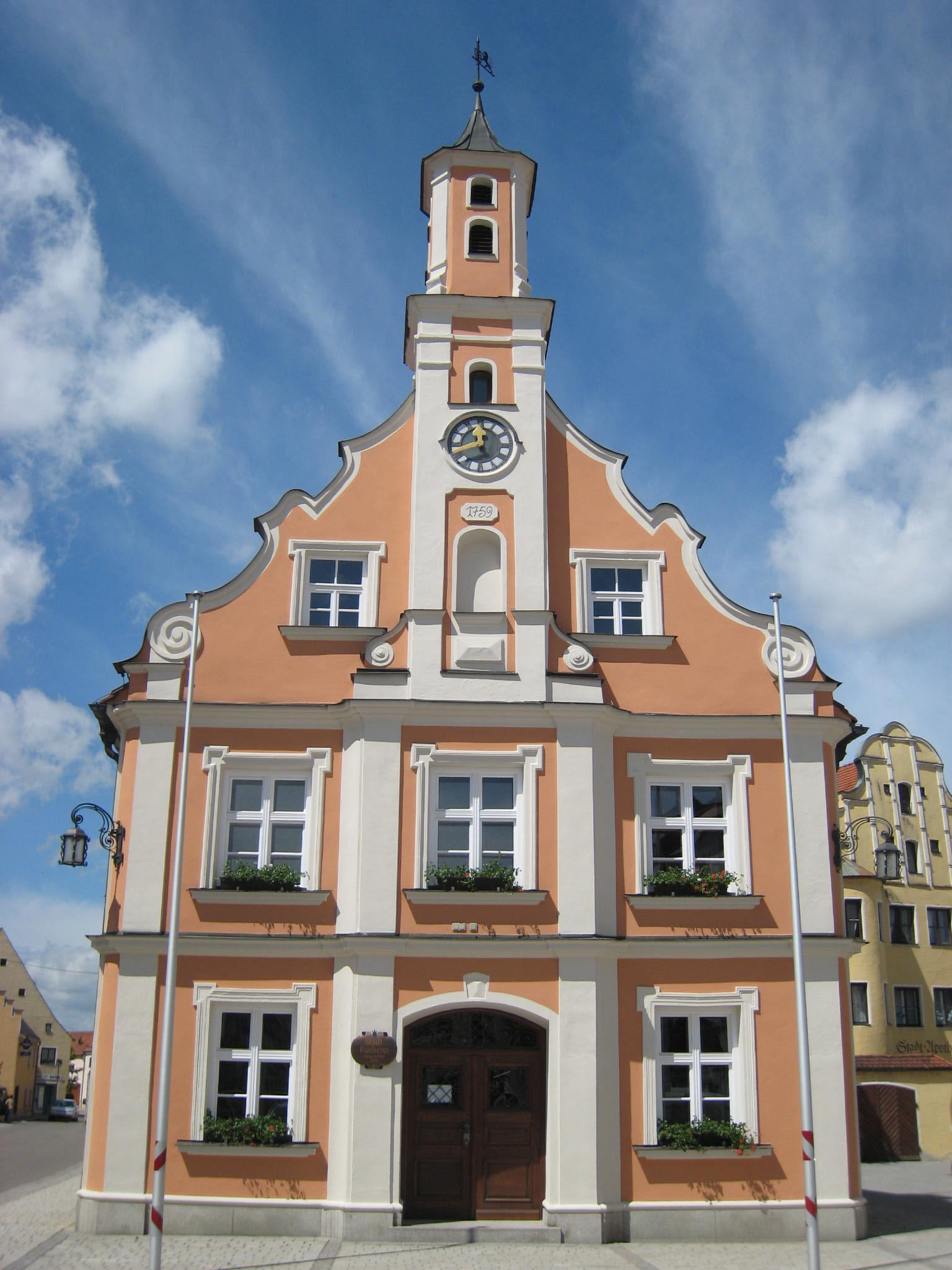
Rain
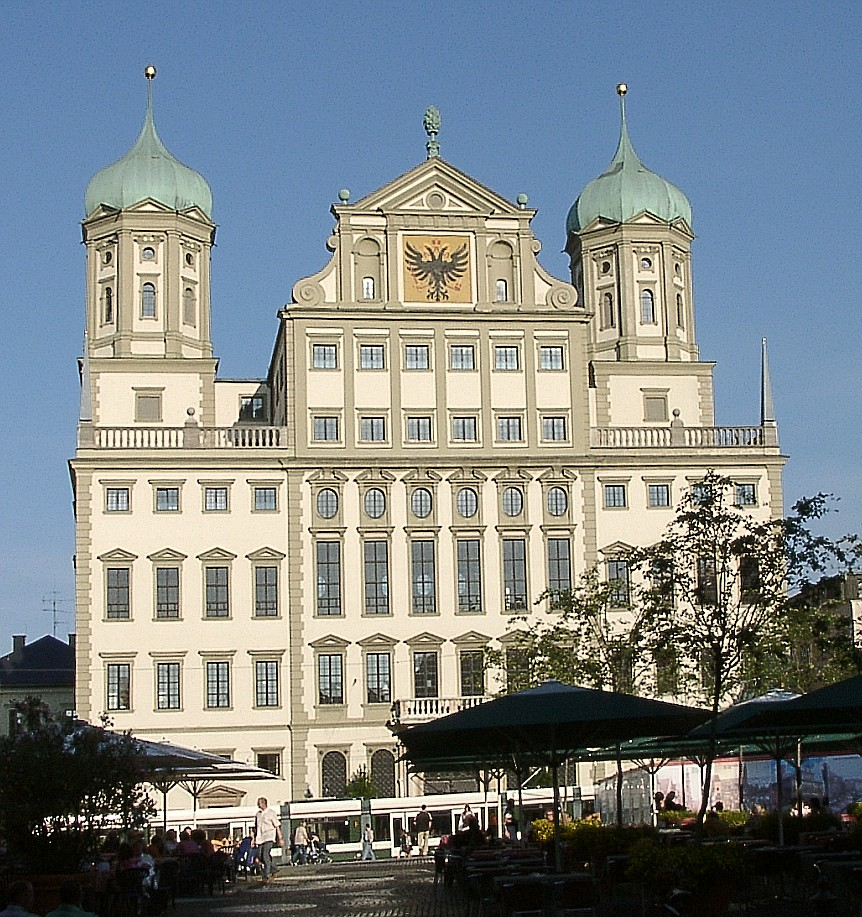
Augsburg
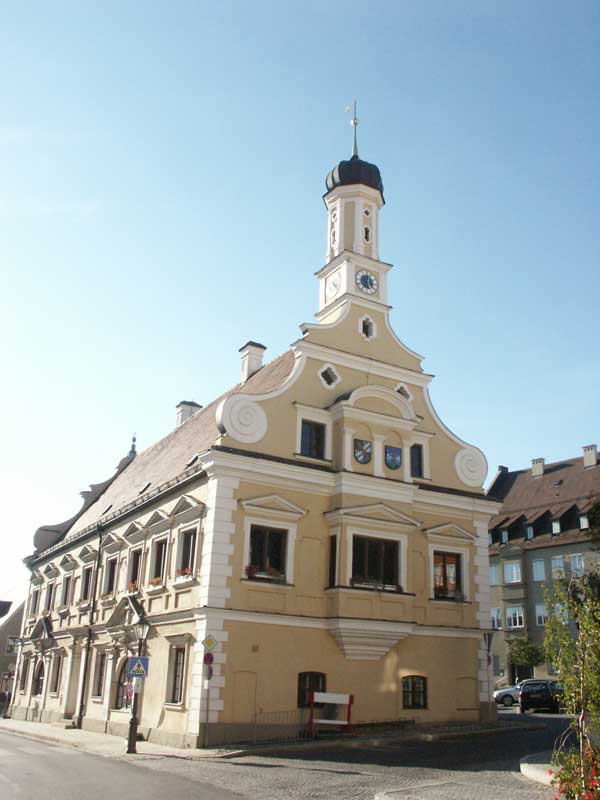
Friedberg
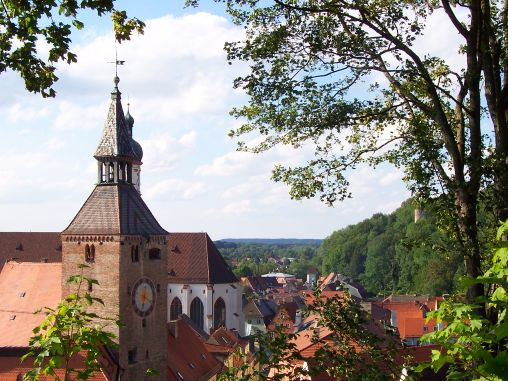
Landsberg am Lech
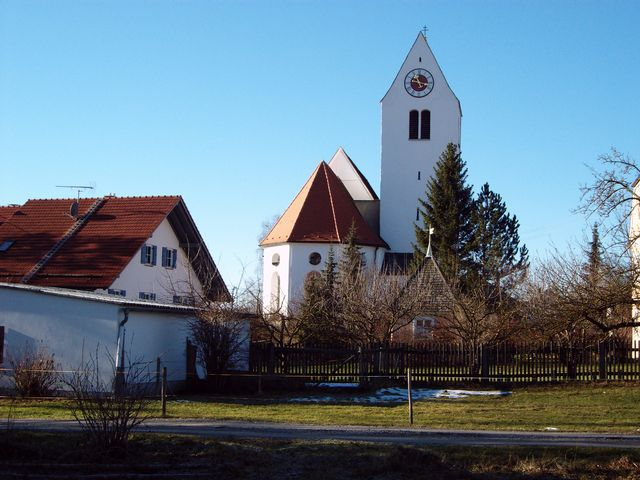
Hohenfurch
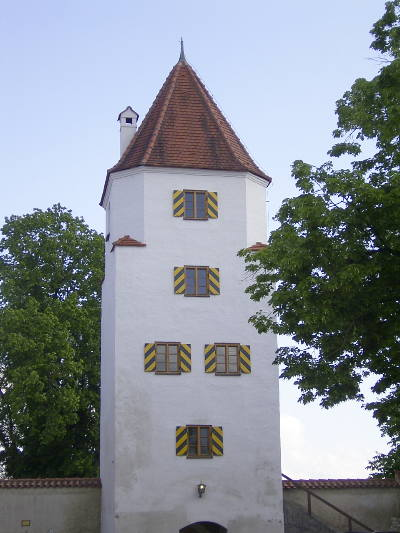
Schongau
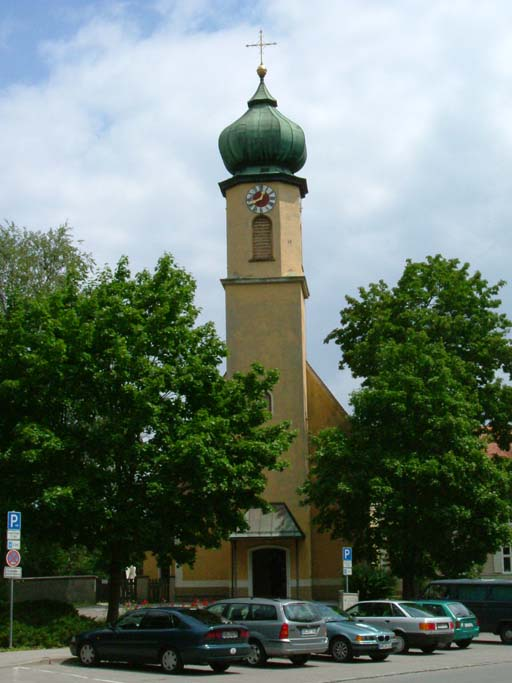
Peiting
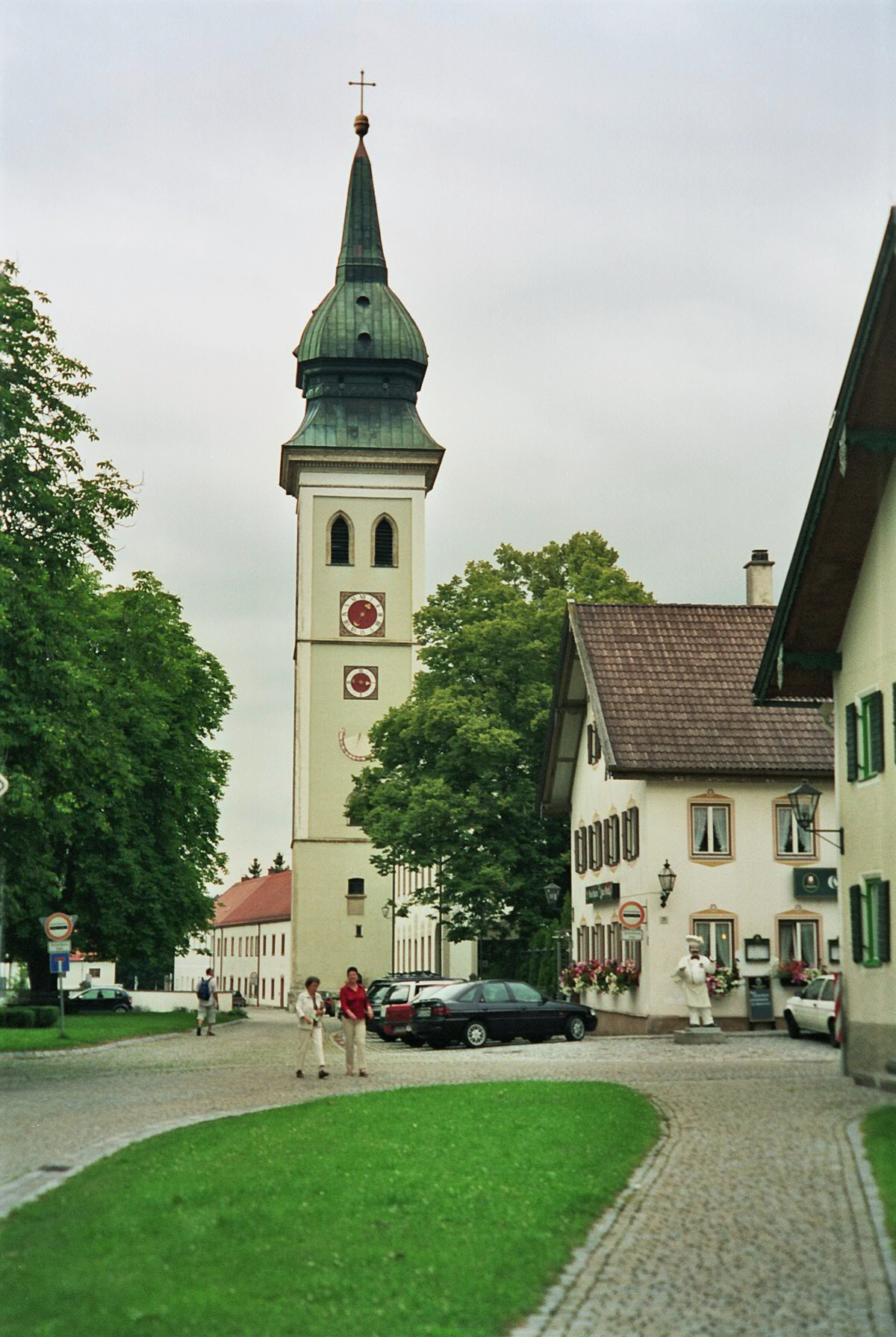
Rottenbuch
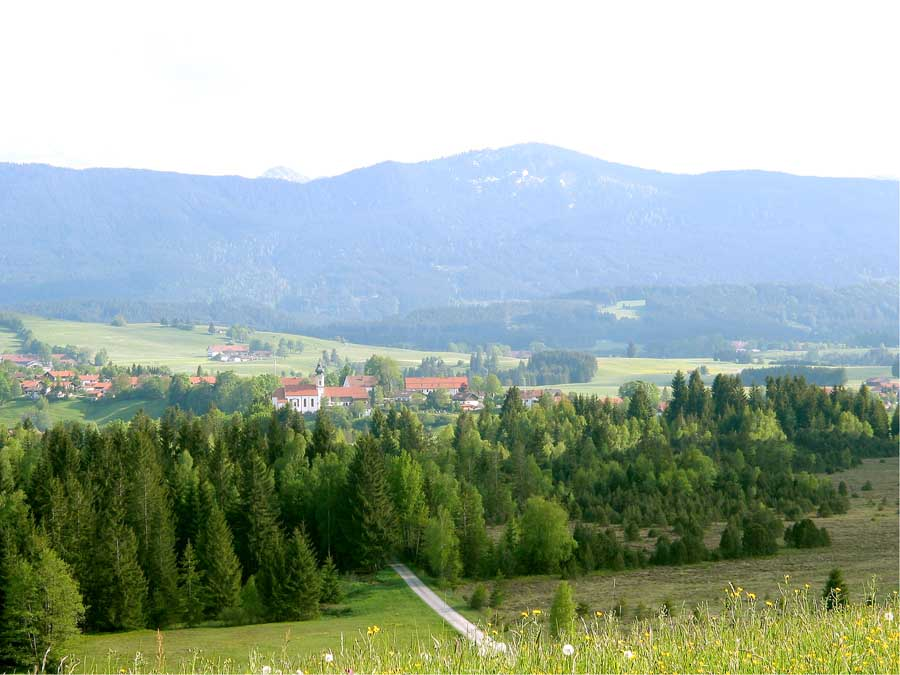
Wildsteig
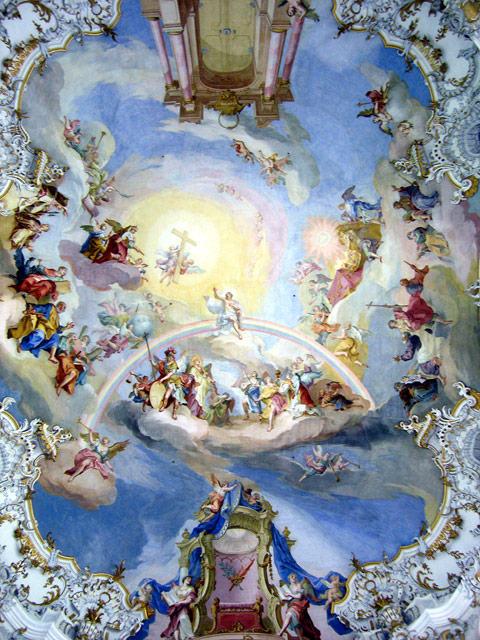
Steingaden mit der Wieskirche
Halblech
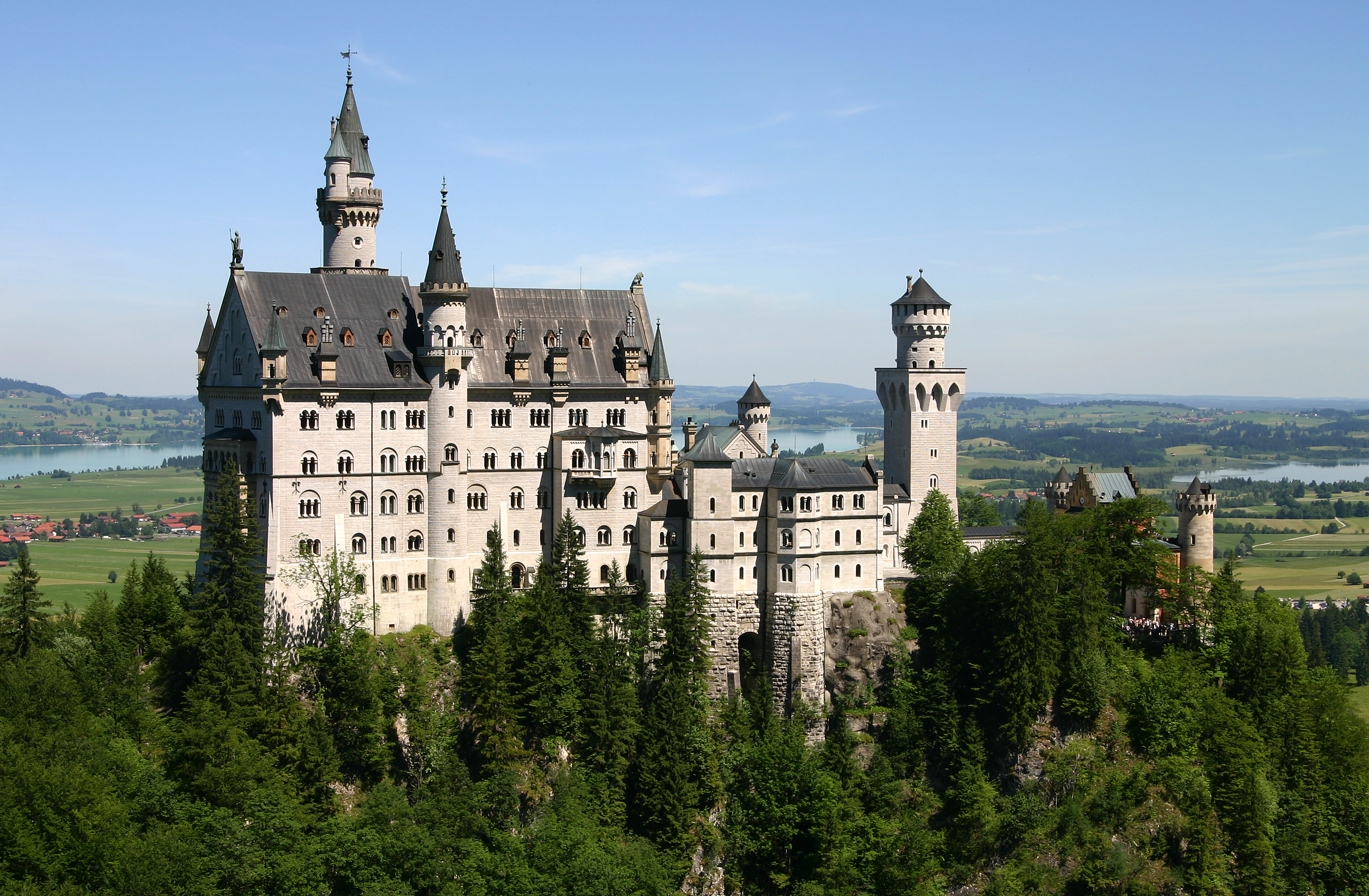
Schwangau, Lâu đài Neuschwanstein và Lâu đài Hohenschwangau
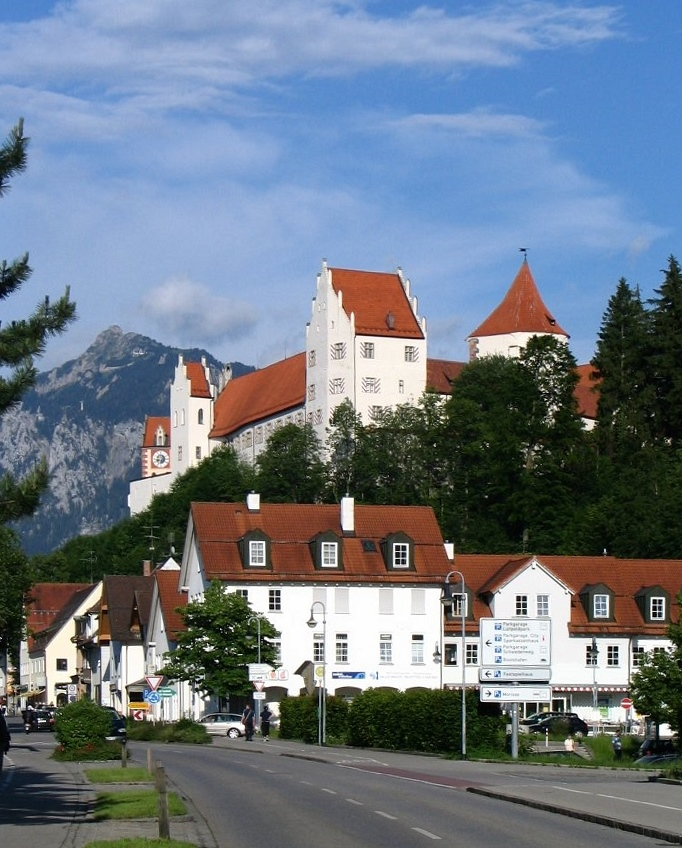
Füssen
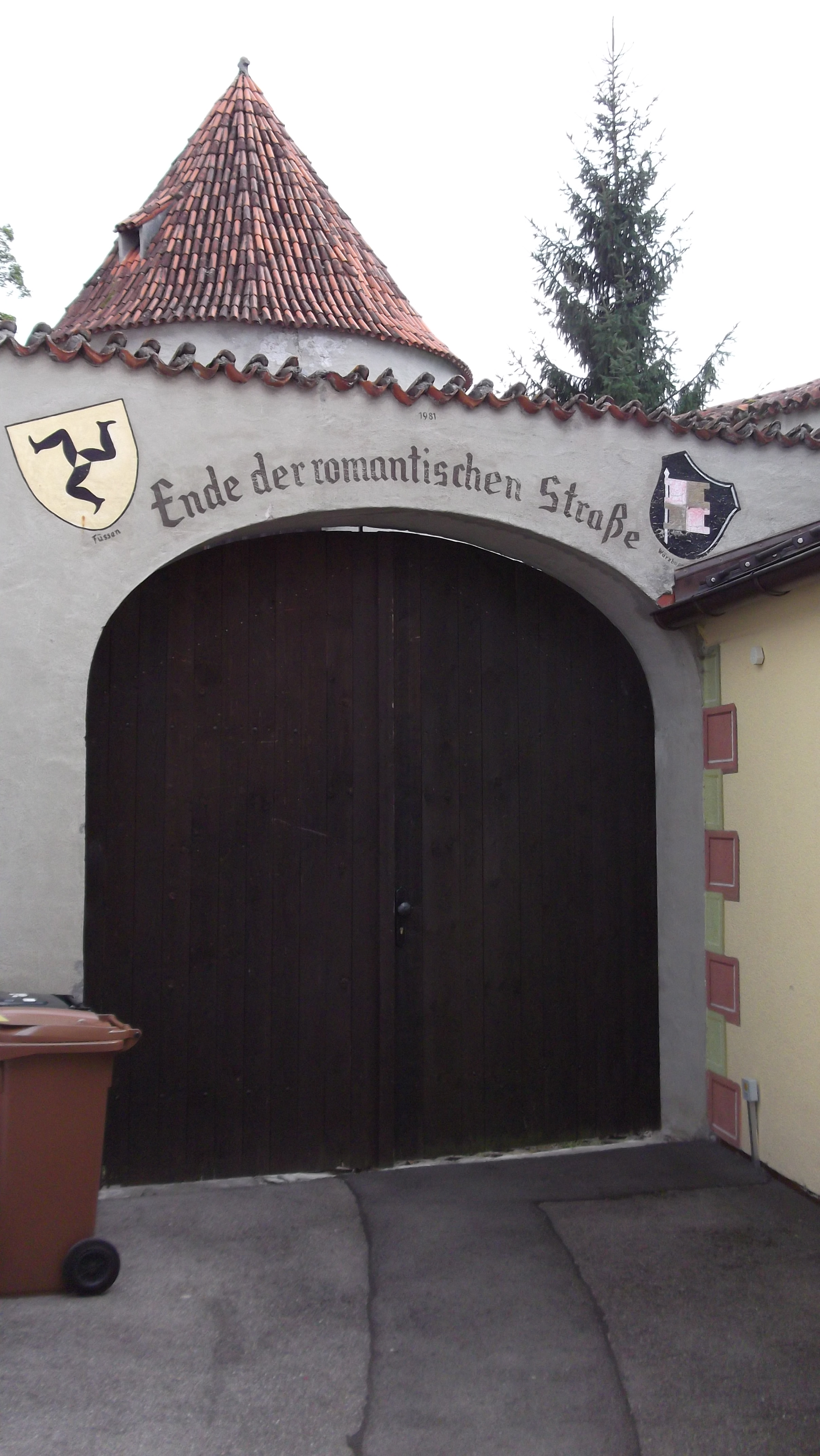
Ende der Romantischen Straße an der Abtei St. Stephan in Füssen (Franziskanerkloster Füssen)

## Ấn tượng
Đường Romantisch tạo nên một hình ảnh cổ truyền của Đức rất được ưa chuộng ở các nước ngoài. Giữa thập niên 1990, 93 % những người Nhật tới tuổi đi du lịch ít nhất biết tới tên con đường này..

## Sách báo
- Die romantische Straße. Merian, 7.Jahrgang, Heft 12/1954.
- Radwanderführer: Romantische Straße vom Main bis zu den Alpen, 120 Seiten - Galli Kartographischer Verlag, Juli 2002, ISBN 3931944786
- Radwanderkarte Romantische Straße (1: 50 000), Publicpress-Verlag. ISBN 978-3-89920-326-4